# Albert Fuksa
Albert Fuksa (8. dubna 1921 Malá Chocholná – 18. listopadu 1943 Biskajský záliv) byl slovenský palubní střelec 311. československé bombardovací perutě.

## Život

### Před druhou světovou válkou
Albert Fuksa se narodil 8. dubna 1921 v Malé Chocholné u Trenčína v rodině Rudolfa Fuksy a Ludmily, rozené Jankové. Absolvoval osmiletou obecnou školu a tříletou školu pokračovací. Pracoval jako zámečník, soustružník a zbrojař.

### Druhá světová válka
Dne 17. února 1940 opustil Albert Fuksa ilegálně samostatné Slovensko a přešel hranice do Maďarska, kde byl zadržen a nějaký čas vězněn. Po propuštění se mu podařilo dostat do Francie, kde byl 15. května 1940 v Marseille prezentován u zde vznikající jednotky Československé armády v zahraničí a následně zařazen k letectvu. Od 20. května téhož roku působil v Bordeaux jako zbrojař. Po pádu Francie se odtud 18. června 1940 evakuoval ve skupině škpt. Josefa Schejbala do Spojeného království. Do Royal Air Force byl přijat 10. července 1940 a o osm dní později přičleněn k pozemnímu personálu 310. československé stíhací peruti. Mezi červencem 1941 a dubnem 1942 sloužil v Montrose ve Skotsku, poté opět u 310. perutě. Dne 21. srpna 1942 byl zařazen do výcviku na palubního střelce, který zdárně ukončil 14. dubna 1942, kdy byl zařazen k 311. československé bombardovací peruti. Jako její příslušník se účastnil protiponorkových a protilodních hlídkových letů nad oceánem. Dne 18. listopadu 1943 odstartoval ke svému čtrnáctému operačnímu letu jako příslušník posádky stroje Consolidated B-24 Liberator GR Mk.V BZ872 "E" pod velením Metoděje Šebely. Úkolem byla protiponorková patrola nad Biskajským zálivem, ze které se již nevrátil. Poslední zpráva pochází z času 13.10 hodin a hovoří o nutnosti přistát na moři z důvodu závady motoru. Dle německých záznamů byl jeho letoun pravděpodobně sestřelen dvojicí německých stíhaček Messerschmitt Bf 109 v prostoru Brestu. Jeho tělo moře nevydalo. 

## Posmrtná ocenění
- Albert Fuksa byl v roce 1991 in memoriam povýšen do hodnosti podplukovníka